# Emmanuel Amara
Pour les articles homonymes, voir Amara.
Emmanuel Amara est un auteur, journaliste et réalisateur franco-canadien, né le 5 février 1967.

## Filmographie
- 2022 : Jean-Marie Le Pen, l’homme qui ne voulait pas le pouvoir ?[3]
- 2022 : Nucléaire en Polynésie : en quête de vérité, LCP[4]
- 2019 : De Gaulle, l'homme à abattre, d'après L'Ami américain d'Éric Branca
- 2019 : 1940, les secrets de l'armistice, France 5[5]
- 2018 : Mai 68, les coulisses de la révolte. Réalisation d'après un documentaire de Patrice Duhamel (France 5 le 25.03.2018)
- 2017 : Les derniers secrets d'Hitler[5]
- 2016 : Les Raisins de la guerre[6].
- 2014 : Le serment des Hitler, Planète Plus
- 2013 : Le massacre de Tulle, 9 juin 1944, France 5/France 3[7]
- 2012 : La ligne de démarcation, une blessure française, France 5
- 2011 : 1950-1990, le scandale des armées secrètes de l'OTAN, France 5/RTS/RTBF
- 2010 : Victime d’un pédophile, le combat d’une vie, France 3
- 2010 : Pétrole : le début de la fin ? TSR[8]
- 2009 : Uranium, le scandale de la France contaminée, France 3
- 2008 : Felix Kersten, le médecin du diable, France 5
- 2008 : La part d'ombre de Brigitte Bardot, France 2
- 2008 : Polnareff, les secrets d'un exil, France 2
- 2007 : Enron, le casse du siècle, France 2 (Infrarouge)
- 2007 : Education Nationale, un grand corps malade, Canal+ création originale
- 2006 : Les derniers jours d’Aldo Moro, France 5
- 2005 : Le goulag oublié, France 5
- 2005 : Un baril à hauts risques, France 5
- 2004 : Le scandale Enron, France 2
- 2004 : Terrorismes, une histoire du terrorisme, France 5
- 2003 : L’étonnant destin de Jacob Rosenfeld, France 5/ORF
- 2003 : La deuxième mort de Gandhi, Arte
- 2002 : Andaman et Nicobar, un paradis paradoxal, France 3
- 2001 : Contre enquête sur le scandale du sang contaminé, France 2
- 2001 : La face cachée des Kennedy, France 3
- 2000 : La mémoire retrouvée, la spoliation des juifs en France, France 2
- 2000 : La cassette, France 3

## Récompenses
- Prix spécial du jury, prix des 15 ans, prix du public, prix du documentaire d'actualité[réf. nécessaire]
- Prix du documentaire historique[réf. nécessaire]